# Asyndetus dominicensis
Asyndetus dominicensis är en tvåvingeart som beskrevs av Robinson 1975. Asyndetus dominicensis ingår i släktet Asyndetus och familjen styltflugor.
Artens utbredningsområde är Dominica. Inga underarter finns listade i Catalogue of Life.